# ییژی نواک
 ییژی نواک (چکی: Jiří Novák؛ زاده ۲۲ مارس ۱۹۷۵) یک تنیس‌باز اهل جمهوری چک است.